# Helena Lopes da Silva

Helena Lopes da Silva.

Helena Lopes da Silva (Cabo Verde, 30 de janeiro de 1949 — Lisboa, 8 de setembro de 2018) foi uma médica cirurgiã, lutadora pela libertação de ex-colónias portuguesas, militante feminista, fundadora do Bloco de Esquerda e a primeira mulher negra como cabeça de lista a eleições em Portugal.

## Percurso
Nascida em Cabo Verde, no seio de uma família de pequena-média burguesia, Helena permaneceu no país até ao equivalente ao actual 11º ano de escolaridade. Em 1967, mudou-se para Portugal a fim de entrar na universidade.
Helena iniciou o seu percurso político quando emigrou para Portugal. No Porto, integrou-se no meio estudantil, tendo-se aproximado de um grupo trotskista e passado a participar de reuniões onde se discutia a luta pela libertação das colónias portuguesas, onde se promovia a formação política e se falava de relações de produção, classes sociais e proletariado. Passou a ter formação sobre a luta de libertação nacional cabo-verdiana.
Após dois anos no Porto mudou-se para Lisboa para se aproximar dos seus colegas cabo-verdianos. Ao chegar à capital portuguesa foi integrada no PAIGC - Partido Africano para a Independência de Guiné e Cabo Verde, uma organização clandestina durante o Estado Novo.
Helena foi membro da Liga Comunista Internacionalista e do Partido Socialista Revolucionário e, em ambos, Helena continuou a luta pelas causas feministas. Ativista pelos direitos das mulheres e pelo direito à interrupção voluntária da gravidez, participou na criação da Campanha Nacional pelo Aborto e Contracepção (CNAC), no grupo “Ser mulher”, no Movimento pelo Sim à Despenalização do Aborto e no movimento Médicos pela Escolha.
Em 1994, Helena liderou a candidatura do PSR às eleições europeias, o que a tornou a primeira cabeça de lista negra em eleições em Portugal. A sua campanha trouxe visibilidade às questões do racismo e da xenofobia em Portugal e na Europa. 
Em 1999, foi uma das fundadoras do Bloco de Esquerda , entre as 248 pessoas que subscreveram a declaração fundadora do partido.
Helena fez parte do Conselho de Estado de Cabo Verde, tendo entrado a convite do Presidente Jorge Carlos Fonseca. 
A par do seu percurso político, Helena licenciou-se em Medicina em 1974-75 pela Faculdade de Medicina da Universidade de Lisboa e realizou cirurgia geral no período de 1981 a 1987.   Tornou-se Mestre em Gestão da Saúde pela Escola Nacional de Saúde Pública da Universidade Nova de Lisboa.
Entre 1982 e 1983, a convite da Direção da Escola de Enfermagem Calouste Gulbenkian, lecionou a Cadeira de Patologia Médico-Cirúrgica, tendo ainda sido Assistente Convidada de Cirurgia da Faculdade de Medicina da Universidade de Lisboa entre 1981 e 2016. Foi ainda Assistente Graduada de Cirurgia no Hospital de Santa Maria (1998-2016) e chefiou a Equipa de Consulta Externa de Cirurgia 1 durante 20 anos. 
Enquanto professora na Faculdade de Medicina da Universidade de Lisboa, Helena coordenou um curso de suturas, organizado por estudantes, em período extracurricular, o "Workshop de Suturas AEFMUL", que continuou a coordenar em regime pro-bono mesmo depois de se reformar.
Foi membro do Colégio de Especialidade de Cirurgia da Ordem dos Médicos de Portugal desde 1993   e também se manteve em contacto permanente e colaborou com a Ordem dos Médicos Cabo-Verdianos e com o sistema de saúde do país.

## Reconhecimentos
- Em 2015, foi condecorada com o Segundo Grau da Ordem Amílcar Cabral pelo Presidente da República de Cabo Verde.[2]